# 胡圖達比加河
胡圖達比加河（俄语：Хутудабигай），是俄羅斯的河流，位於該國西南部克拉斯諾達爾邊疆區，發源自貝蘭加山脈，最終注入喀拉海，河道全長207公里，流域面積4,640平方公里。